# وینزن (لوهه)
شهر وینزن (به آلمانی: Winsen) در ایالت نیدرزاکسن در کشور آلمان واقع شده‌است.